# Musaca

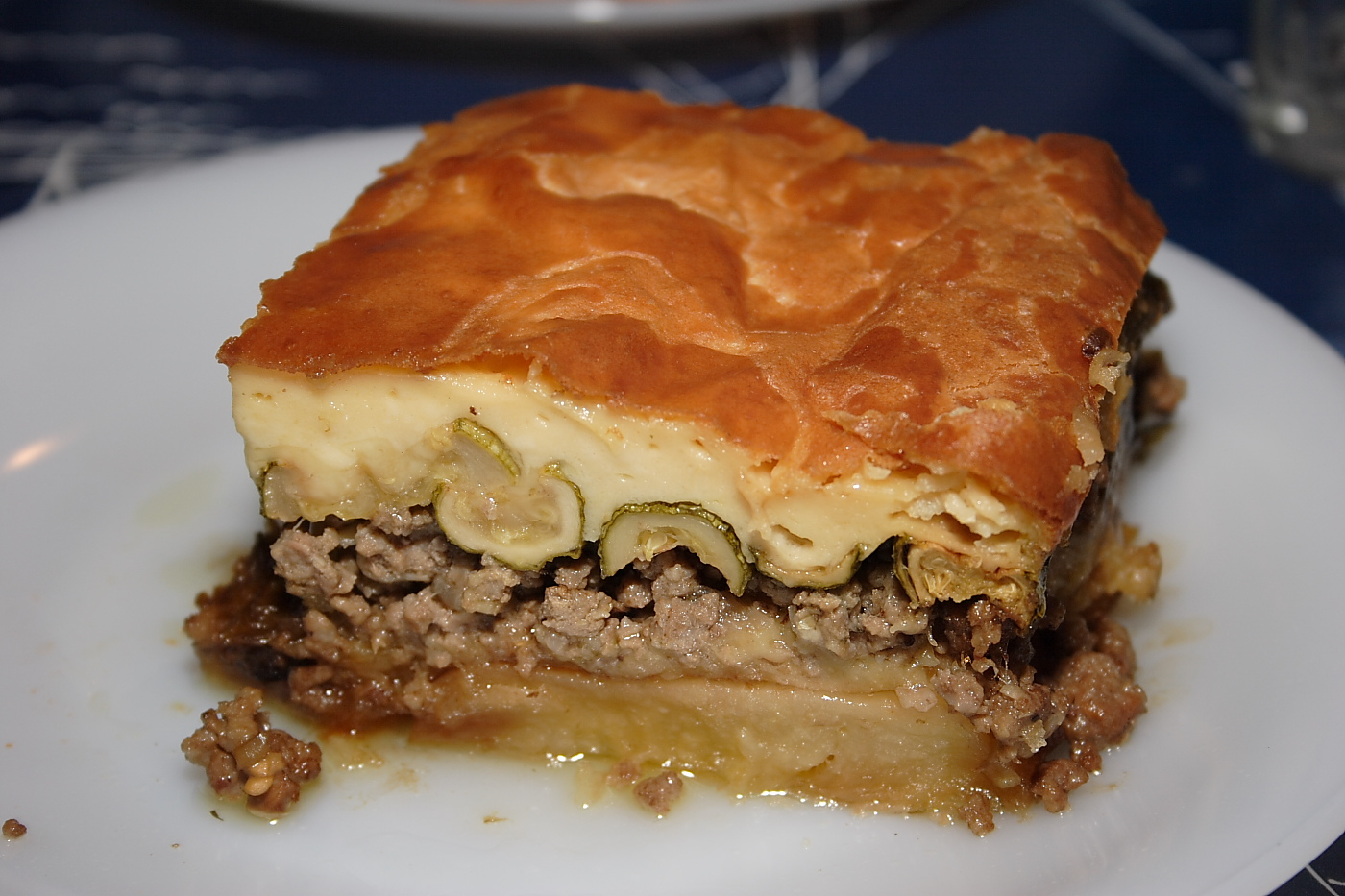
Musaca

Musacaua (greacă μουσακάς; română musaca; turcă musakka; slavă sudică: мусака/musaka; armeană:Մուսակա; arabă مسقعة musaqqaʿa) este un aliment prezent în special în bucătăria țărilor din Balcani și Orientul Îndepărtat.
Cuvântul musaca vine din arabă și înseamnă servit rece. În limba română a ajuns din limba Greacă. Varianta grecească a acestui fel de mâncare este dealtfel și versiunea care s-a impus în gastronomie.
Tradițional, musacaua este pregătită din straturi de carne tocată (sau mărunțită cu cuțitul) de miel sau orice altă carne roșie, în alternanță cu felii de vânătă prăjită sau cartof, cu felii de tomate și sos alb. Ingredientele se pun într-un vas adânc și larg, se coc în cuptor și produsul, musacaua, se servește bucăți mari, permițând să se observe alternanța straturilor de legume și de carne. 
În versiunea turcească, musacaua nu se prezintă în straturi. Musacaua turcească este pregătită din legume fierte în aburi sau prăjite, vinete, ardei gras, roșie, ceapă, toate amestecate cu carne tocată. Este servită cu sos de iaurt și pilaf de orez. În versiunea originală, arăbească, musacaua este un fel de mâncare servit rece, un fel de salată compusă în principal din tomate și vinete, și este servită la începutul mesei, ca antreu. În versiunea sa balcanică, adică în Bulgaria, România, Croația, Muntenegru, Serbia, Macedonia, acest fel de mâncare poate fi gătit și cu cartofi, în loc de vinete. Sunt cunoscute și variante în care stratul de legume este compus din dovlecei, morcovi și cartofi. 
Cu toate că are un nume arăbesc, în general este considerată un fel de mâncare de proveniență grecească. 
În varianta standard de musaca, cea care se prezintă în straturi delimitate, stratul de bază este din vinete prăjite în ulei de măsline, stratul de mijloc este compus din carne, de obicei de miel, pregătită înainte prin prăjire cu ceapă, usturoi, tomate și ierburi aromatice (dafin, cimbru, oregano) și alte condimente (scorțișoară, nucșoară, condimente arăbești, piper negru), iar ultimul strat este de fapt un sos bechamel sau un alt sos pe bază de ou și smântână – probabil sub influența bucătăriei Grecești de la începutul secolului al XX-lea. Cele trei straturi sunt așezate frumos într-un vas tapetat cu unt și pus în cuptor, pentru a se coace, până când stratul de deasupra capătă o culoare caramel, ceea ce nu durează mult pentru că celelalte două straturi au fost gătite în prealabil.
În sosul bechamel untul poate fi înlocuit cu smântână. În zona Balcanilor stratul de deasupra este în general format dintr-un sos cu ou și smântână, îngroșat cu brânză rasă, cașcaval ras sau pesmet.
Se poate pregăti și ca fel de mâncare de post, în întregime din legume, fără carne, ou și lactate. Astfel, carnea poate fi înlocuită cu ciuperci sau orice altă legumă care se pretează a fi tocată mărunt și condimentată bine, și se pune în vasul de copt netapetat cu unt, dar între două staturi clare de legume felii, vinete sau cartof.